# Ian Brennan
Ian Brennan (ur. 23 kwietnia 1978) − amerykański scenarzysta, aktor, reżyser i producent telewizyjny, współtwórca serialu telewizji Fox Glee, za realizację którego został wyróżniony nagrodą AFI oraz nominacjami do nagród Emmy, BAFTY oraz Gildii Scenarzystów Amerykańskich.

## Życiorys
Syn Johna i Charman Brennanów, ma siostrę Sarah. Posiada korzenie irlandzkie. Absolwent prywatnej szkoły wyższej Loyola University Chicago. Jako aktor występował w sztukach off-broadwayowskich, między innymi w Playwrights Horizons w Nowym Jorku.
W 2009, wspólnie z Ryanem Murphym i Bradem Falchukiem, zasłynął jako twórca serialu telewizyjnego Glee. Jego emisji podjęła się stacja Fox. Pierwsze dwa sezony serialu okazały się dla Brennana − scenarzysty i reżysera − sukcesem artystyczno-komercyjnym. Do 2015 roku wyemitowano sześć sezonów Glee.

## Filmografia (wybór)
Scenarzysta
- 2009−2015: Glee (32 odcinki)
- 2014: Cooties
- 2015: Scream Queens (13 odcinków)

Aktor
- 2006: W rytmie hip-hopu 2 (Save the Last Dance 2) jako Franz
- 2009: Mały Nowy Jork (Staten Island) jako hipis na drzewie

Producent
- 2009−2015: Glee (producent wykonawczy − 99 odcinków; koproducent wykonawczy − 22 odcinki)
- 2015: Scream Queens

Reżyser
- 2012−2015: Glee (9 odcinków)